# Marilyn King
Marilyn King (Marilyn Elizabeth King; * 21. Mai 1949 in Boston) ist eine ehemalige US-amerikanische Fünfkämpferin.
1971 wurde sie Vierte bei den Panamerikanischen Spielen in Cali, und 1976 kam sie bei den Olympischen Spielen in Montreal auf den 17. Platz.
1971 wurde sie US-Meisterin im Fünfkampf und US-Hallenmeisterin im Weitsprung.

## Persönliche Bestleistungen
- Weitsprung: 6,34 m, 16. Mai 1976, Irvine
- Fünfkampf: 4731 Punkte, 12. Juni 1971, Los Alamos